# Official Nintendo Magazine
 (décembre 2018).
Si vous disposez d'ouvrages ou d'articles de référence ou si vous connaissez des sites web de qualité traitant du thème abordé ici, merci de compléter l'article en donnant les références utiles à sa vérifiabilité et en les liant à la section « Notes et références ».
Official Nintendo Magazine, ou ONM, est le magazine officiel de Nintendo au Royaume-Uni, publié par Future Publishing. Il est considéré comme l'équivalent britannique de Nintendo Power.
Il est le plus ancien magazine de jeu vidéo au Royaume-Uni toujours en activité. Il a été lancé sous le nom de Nintendo Magazine System, en référence à la Nintendo Entertainment System, puis a été renommé Nintendo Magazine, Nintendo Official Magazine, puis Nintendo Official Magazine UK.